# Cajun (Sprache)
20–30 %

15–20 %

10–15 %

4–10 %

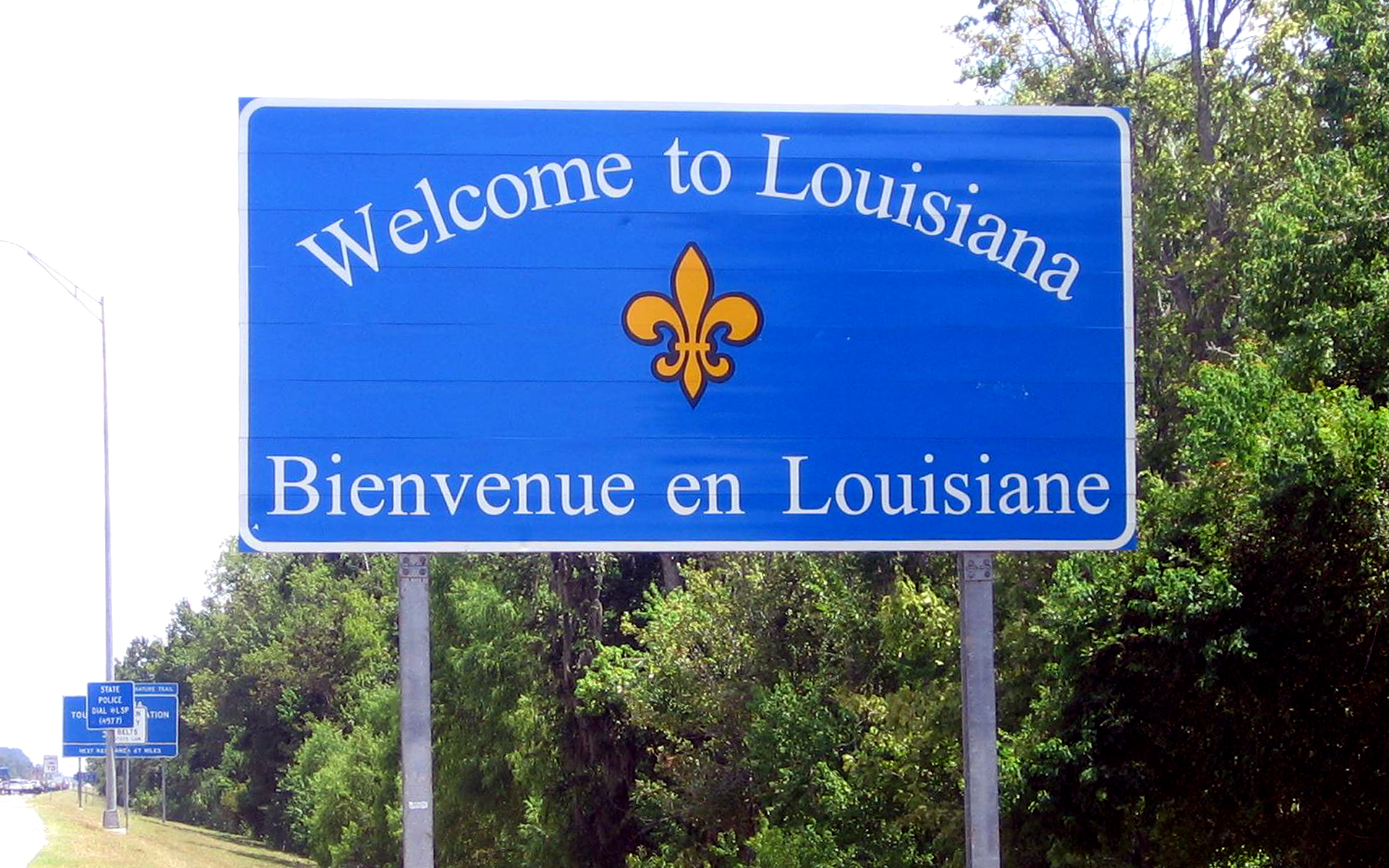
Zweisprachiges Schild, französisch-englisch, an der Grenze zum Bundesstaat Louisiana.

Flagge von Acadiana

Cajun [ˈkeidʒn̩] (Anhörenⓘ), französisch: Cadien [ka.ˈdjɛ̃] (Anhörenⓘ), ist der westfranzösische Dialekt der Cajuns, die im Cajun Country im Süden des amerikanischen Bundesstaates Louisiana leben.
Die französischstämmigen Cajuns wurden von den Briten nach deren Sieg gegen Frankreich im Franzosen- und Indianerkrieg von 1756 bis 1763 aus der ostkanadischen Provinz Akadien, die bereits 1713 britisch geworden war, vertrieben und siedelten sich ab 1765 auf dem Gebiet des heutigen US-Bundesstaates Louisiana an. Die Niederlage Frankreichs hatte auch zur Folge, dass es Louisiana 1763 an Spanien verkaufte, welches die weiterhin französisch geprägte Kolonie knapp vier Jahrzehnte beherrschte, bis Napoleon Bonaparte sie 1800 zurückerlangte. Da sich aber die Rückkehr zu einem französischen Kolonialreich rasch als illusorisch erwies, verkaufte er Louisiana bereits 1803 wieder an die jungen Vereinigten Staaten von Amerika.
Wegen ihrer Herkunft bezeichnen sich die Cajuns heute noch als Acadiens, und ihre Sprache in der Verkürzung als Cadien. Cajun ist eine Anglisierung dieses Namens. Die von ihnen bewohnten Landstriche werden Acadiana genannt, eine offizielle Bezeichnung des frankophonen Louisiana, das 1974 auch eine eigene Flagge Louisiana Fleur Orleans erhielt.
In der US-amerikanischen Vergangenheit wurden Kinder, die Cajun-Französisch in der Schule sprachen, oft bestraft und wegen ihres fehlerhaften, harten Englischs ausgelacht und als Hinterwäldler verachtet. Erst in den 1970er Jahren erhielten die Cajuns bei ihren Bemühungen, die eigene Kultur und Sprache zu erhalten, Unterstützung von der Regierung. Französisch wird seitdem durch die staatliche Agentur CODOFIL (Council for the Development of French in Louisiana) gefördert. Die Volkszählung des Jahres 2000 ergab, dass 179.750 (4,33 %) der Bewohner Louisianas Französisch und 14.365 (0,35 %) Cajun sprachen. Im Jahr 2010 waren es 115.183 (2,79 %) und 20.979 (0,51 %).
Deutlich geprägt sind die Cajun-Dialekte durch die englischsprachige Umgebung. So werden in der Regel viele Anglizismen verwendet. Oft sind auch anglisierende Schreibweisen französischer Wörter zu beobachten. So wird beispielsweise aus dem englischen Let the good times roll ‚Genieße das Leben‘ auf Cajun Laisse le bon temps rouler (statt hochfranzösisch Laisse rouler les bons temps).

## Notizen
1. ↑  Laura Atran-Fresco: Les Cadiens au présent. Revendications d’une francophonie en Amérique du Nord. Les Presses de l’Université Laval, Québec 2016, S. 31f.
2. ↑  MLA Language Map Data Center. Modern Language Association of America, abgerufen am 6. Februar 2021 (englisch).